# 汉斯·谢尔勒鲁普

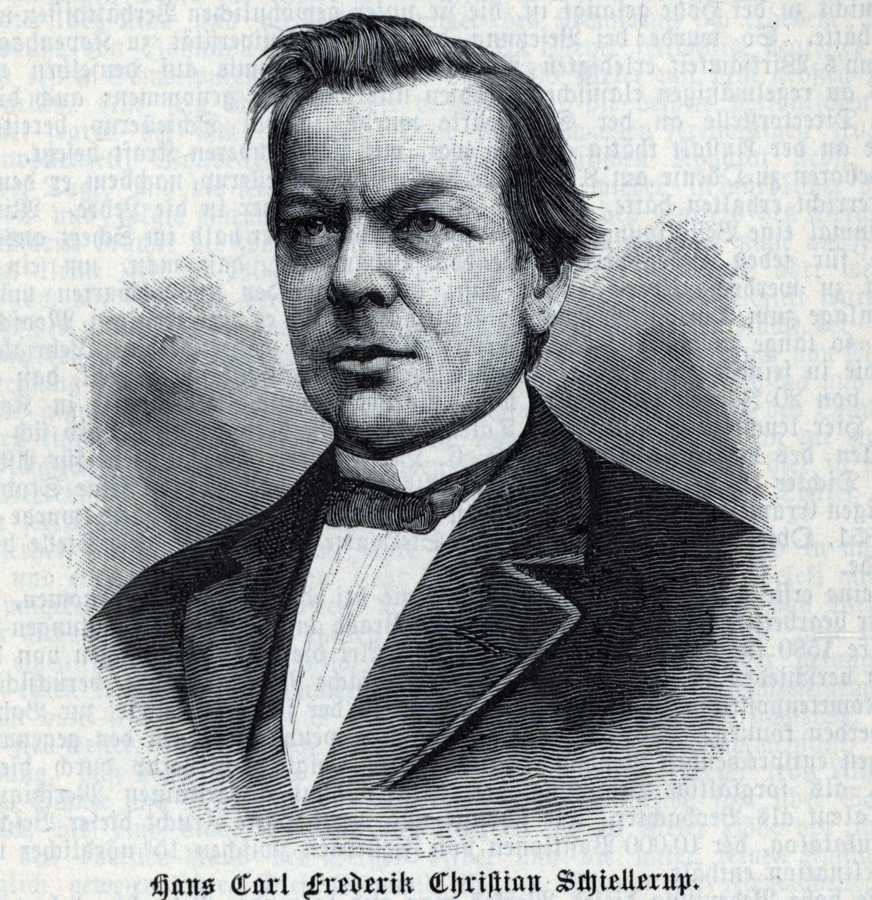
汉斯·谢尔勒鲁普

汉斯·卡尔·弗雷德里克·克里斯蒂安·谢尔勒鲁普（丹麥語：Hans Carl Frederik Christian February Schjellerup；1827年2月8日—1887年11月13日），是一位丹麦天文学家。
他出生在欧登塞，一位珠宝商的儿子。最初，他在一家钟表制造商做学徒，1848年通过了哥本哈根理工学校入学考试，后通过了应用数学和力学的毕业考试。
1851年，他成为哥本哈根大学天文台的观察员。不久成为理工学校讲师，1854年在丹麦海军学院任数学教授。1866年新的天文台落成后，谢尔勒鲁普收集汇编了一本红色星目录。他也开始研究阿拉伯语、汉语及其他东方语言，以用自己掌握的知识来研究这些过去的天文记录，如阿卜杜勒-拉赫曼·苏菲（他的《恒星之书》被谢尔勒鲁普在1874年译成法文）、中国的一些日食或月食记录。1869年，他起草了一份中文电码提案，有5454个字符各自都被分配到一个号码。1879年他成为英国皇家天文学会的准委员。
他是哥本哈根大学天文台台长，即使在他后来漫长的生病期间，都一直服务于这一职责，直止离世。月球上“谢尔勒鲁普环形山”就是以他的名字命名的。

## 参阅资料
- J. E. L. D. . 英国皇家天文学会月刊. 1887, 48 (1): 171–174.
- Bramsen, Christopher Bo. . Routledge. 2001: 22. ISBN 0-7007-1404-9.